# 犬伝染性気管気管支炎
犬伝染性気管気管支炎（いぬでんせんせいきかんきかんしえん、canine infectious tracheobronchitis）とは、種々のウイルスや細菌などの感染を原因とする伝染性の強い呼吸器疾患。ケンネルコフ（kennel cough）とも呼ばれる。

## 原因
主な病原体は犬アデノウイルス2型、犬パラインフルエンザウイルス、犬ヘルペスウイルス、気管支敗血症菌（Bordetella bronchiseptica）、マイコプラズマなどであり、これらの単独あるいは混合感染により発症する。感染経路として飛沫感染、接触感染が挙げられる。気管支肺血症菌は健康犬の10~30%の割合で分離され、不顕性感染を起こしている。

## 症状
短く乾いており（乾性）、持続性のある咳が主症状であり、発熱、漿液性鼻汁がみられることがある。通常は症状は軽症であり、自然治癒するが、細菌による二次感染を受けると重症化し、気管支肺炎に進行する場合もある。

## 治療
軽症の場合は適切な環境下であれば自然治癒が期待できるが、治療を行う場合は抗菌薬、気管支拡張薬、鎮咳薬を用いる。

## 予防
感染の疑いのある犬との接触回避が望ましい。また、混合ワクチンによりある程度の予防効果が期待できる。